# Ladji Doucouré
Ladji Doucouré (28 de marzo de 1983, Juvisy-sur-Orge, Essonne) es un atleta francés especializado en las carreras de vallas, aunque también ha competido en carreras de velocidad.

## Palmarés
| Año  | Competición                 | Ciudad            | Clasificación | Disciplina   | Tiempo  |
| ---- | --------------------------- | ----------------- | ------------- | ------------ | ------- |
| 2000 | Campeonato del Mundo Junior | Santiago de Chile | 3º            | 110 m vallas | 13,84 s |
| 2003 | Mundial en Pista Cubierta   | Birmingham        | 4º            | 60 m vallas  | 7,58 s  |
| 2003 | Europeo de Atletismo sub-23 | Bydgoszcz         | 1º            | 110 m vallas | 13,25 s |
| 2004 | Juegos Olímpicos            | Atenas            | 8º            | 110 m vallas | 13,76 s |
| 2005 | Europeo en Pista Cubierta   | Madrid            | 1º            | 60 m vallas  | 7,50 s  |
| 2005 | Mundial de Atletismo        | Helsinki          | 1º            | 110 m vallas | 13,07 s |
| 2005 | Mundial de Atletismo        | Helsinki          | 1º            | 4 × 100 m    | 38,08 s |
| 2007 | IAAF Final del Mundo        | Stuttgart         | 5º            | 110 m vallas | 13,27 s |
| 2008 | Juegos Olímpicos            | Pekín             | 4º            | 110 m vallas | 13,24 s |
| 2009 | Europeo en Pista Cubierta   | Turín             | 1º            | 60 m vallas  | 7,55 s  |
| 2012 | Juegos Olímpicos            | Londres           | 15º           | 110 m vallas | 13,74 s |

## Marcas personales
| Carrera           | Tiempo  | Fecha                 |
| ----------------- | ------- | --------------------- |
| 100 metros        | 10,52s  | 15 de mayo de 2005    |
| 200 metros        | 20,75 s | 6 de mayo de 2001     |
| 50 metros vallas  | 6,36 s  | 26 de febrero de 2005 |
| 60 metros vallas  | 7,42 s  | 26 de febrero de 2005 |
| 110 metros vallas | 12,97 s | 15 de julio de 2005   |